# 皮尚日
皮尚日（法語：Pichanges，法語發音：[piʃɑ̃ʒ]）是法国科多尔省的一个市镇，属于第戎区。

## 地理
皮尚日（47°27'43"N, 5°9'1"E）面积10.03 平方千米，位于法国勃艮第-弗朗什-孔泰大區科多尔省，该省份为法国中东部省份，北起奥布省，西接涅夫勒省和约讷省，南至索恩-卢瓦尔省，东南接汝拉省，东临上索恩省，东北部与上马恩省接壤。
与皮尚日接壤的市镇（或旧市镇、城区）包括：斯普瓦、弗拉塞、热莫、吕克斯。

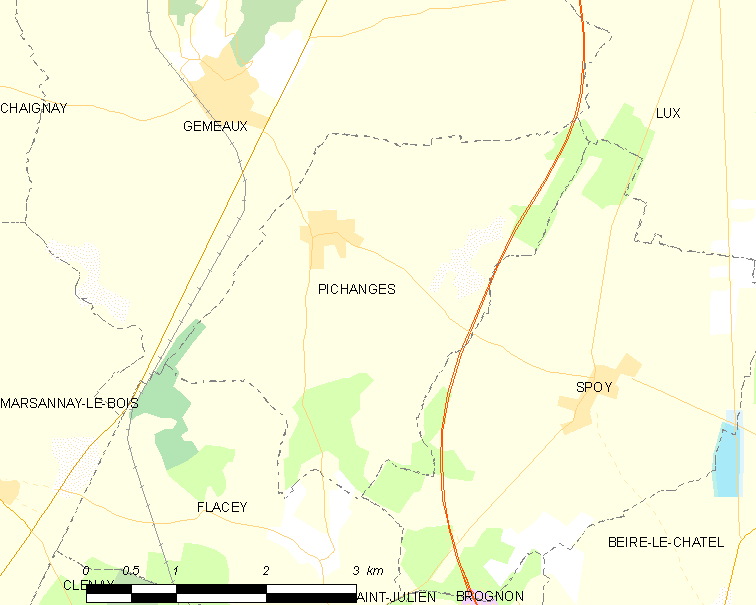
皮尚日的OSM定位图

皮尚日的时区为UTC+01:00、UTC+02:00（夏令时）。

## 行政
皮尚日的邮政编码为21120，INSEE市镇编码为21483。

## 政治
皮尚日所属的省级选区为蒂耶河畔伊斯县。

## 人口

1962-2008年间皮尚日人口变化图示

皮尚日于2022年1月1日时的人口数量为293人。